# Лінн Еббі
Мерилін Лоррейн «Лінн» Еббі (нар. 18 вересня 1948, Пікскіл, Вестчестер, Нью-Йорк, США) — американська письменниця фентезі.

## Життєпис
Народилася в Пікскіллі, штат Нью-Йорк, в родині домогосподарки Доріс Лорейн (до шлюбу Де Віз) і Рональда Лайонела, менеджера страхування.
Вищу освіту здобувала в Університеті Рочестера, де вивчала астрофізику. Там здобула ступінь бакалавра (1969) і магістра (1971) з європейської історії, але перейшла до комп'ютерного програмування як професії, «коли мій радник зазначив, що, враховуючи природний підйом і спад демографічних кривих, штатні посади викладачів університету наступні двадцять п'ять років їх буде мало, як зубів, і моя освіта перетворилася на дороге хобі (Він був правий)».
14 липня 1969 року одружилася з Ральфом Дреслером, 31 жовтня 1972 року вони розлучилися. У цей період вона долучилася до спільноти наукової фантастики.
У 1976 році, після роботи програмісткою у страхових компаніях і роботи в державній цільовій групі, яка займалася документуванням кризи банкрутства в Нью-Йорку, Мерилін Еббі переїхала в Енн-Арбор, штат Мічиган. У січні 1977 року вона постраждала в автомобільній аварії, коли їхала забирати Гордона Р. Діксона, який того року мав бути почесним гостем ConFusion. Охоплений почуттям провини Діксон зголосився допомогти їй, прочитавши та критикуючи її роботи (вона писала з дитинства). Рукопис, з яким він їй допоміг, став Дочкою яскравого місяця.

## Літературна робота
Мерилін Еббі почала публікуватися в 1979 році з «Дочки яскравого місяця» та оповідання «Обличчя хаосу» у Thieves' World, першій частині загальносвітової антології Thieves World.
28 серпня 1982 року вона пошлюбила Роберта Аспріна, редактора книг Thieves World, і стала його співредакторкою. Протягом 1980-х років вона також брала участь в інших спільних світових проєктах, включаючи Heroes in Hell і Merovingen Nights.
Приблизно в 1994 році Еббі почала писати для TSR, Inc., продовжуючи писати романи та редагувати антології. Її роботи для TSR включають історії, дія яких відбувається у Забутих Королівствах і Темному Сонці. Лінн Еббі написала для TSR серії Темного сонця, починаючи з Нахабного гамбіта. Інші романи серії включають Зліт і падіння короля-дракона, роман, присвячений темі геноциду, центральній темі стародавньої історії Атаса, світу, в якому відбуваються події Темного Сонця. Разом із Тінями кіновару, дії всіх трьох книг Еббі, написаних для світу Атасія, відбуваються в місті-державі Урік та його околицях.
У 1993 році Еббі розлучилася і переїхала до Оклахома-Сіті. Протягом цього періоду вона продовжувала писати романи, включаючи оригінальні твори, а також прив'язки до рольових ігор для TSR. У 2002 році вона повернулася до Thieves World з романом Святилище, а також почала редагувати нові антології, починаючи з Переломних моментів. У 2006 році вона була авторкою твору Грін Ронін світу Thieves World.
З 1997 року вона живе в Лізбурзі, штат Флорида.